# Герб комуни Окельбу
Герб комуни Окельбу (швед. Ockelbo kommunvapen) — символ шведської адміністративно-територіальної одиниці місцевого самоврядування комуни Окельбу.

## Історія
Герб комуни зареєстровано 1985 року. У 2009 році було запропоновано внести зміни в герб і ділення подати ялиноподібним. Однак у реєстрації цього варіанту було відмовлено.

## Опис (блазон)
Щит розтятий ялинопагоноподібно, у правому срібному полі три зелені тонкі кільця, одне над іншим, у лівому зеленому — срібний молоток. 

## Зміст
Ялинопагоноподібне ділення символізує розвинуте лісове господарства. Молоток уособлює залізорудні промисли. Три кільця означають три історичні парафії, які входять до складу комуни — Окельбу, Лінгбу та Омот. 